# Melfa
Il Melfa è un fiume del Lazio, affluente di sinistra del Liri, in cui si getta dopo un percorso di circa 40 km.

## Il corso

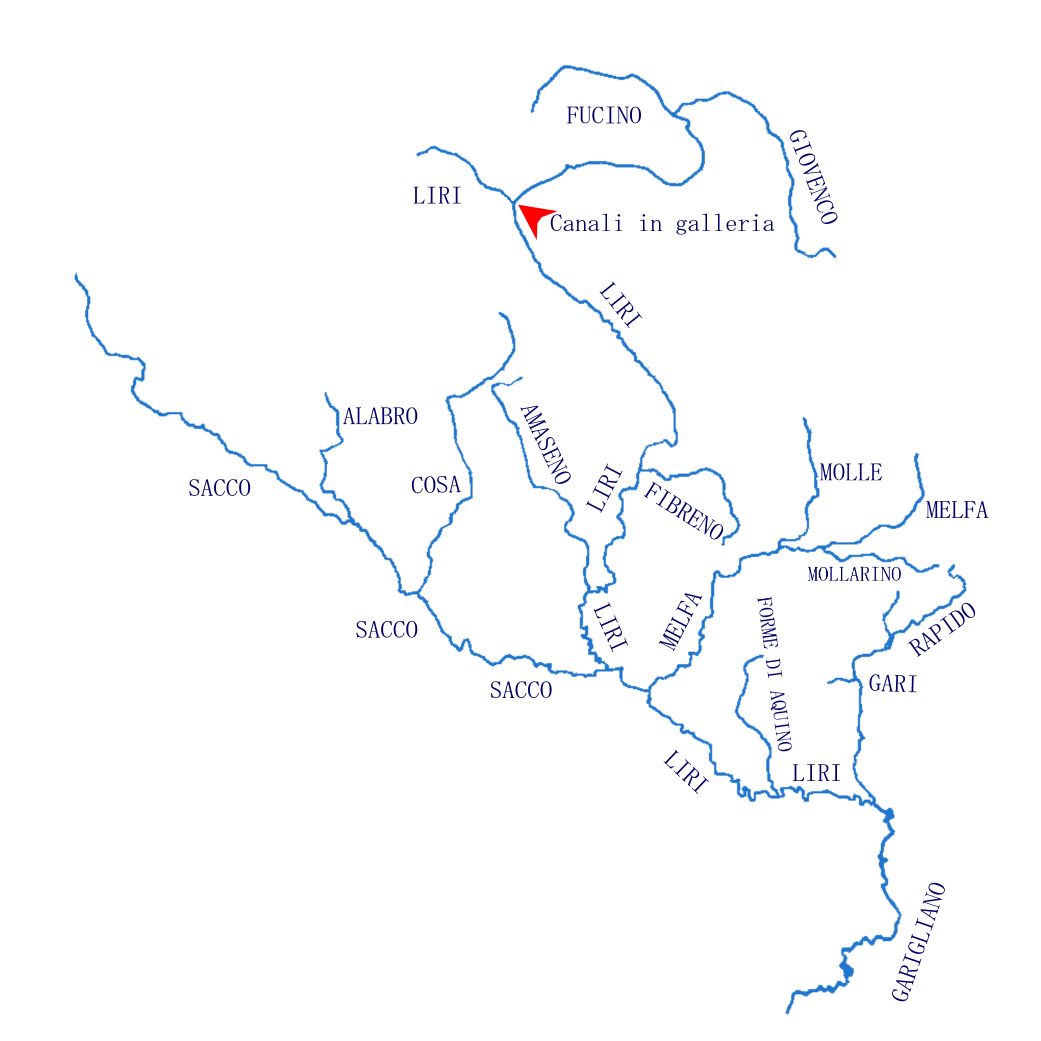
Schema del bacino idrografico Liri-Garigliano

Sgorga da un'alta roccia calcarea nella Valle di Canneto, a 1 020 m s.l.m., nel versante laziale del parco nazionale d'Abruzzo, Lazio e Molise, sotto il Massiccio del Meta, in territorio di Settefrati. La sorgente è legata a leggende e devozioni popolari fin dall'antichità. Dopo una serie di balzi e cascatelle, percorre la Valle di Comino (Picinisco, Atina – dove riceve da sinistra le acque del rio Mollarino – Casalattico e Casalvieri). Dopo Casalvieri scorre per 15 km in una profonda gola scavata nelle propaggini del Monte Cairo, alla fine della quale raggiunge la valle del fiume Liri, in cui si getta nei pressi di Roccasecca.

## Il nome
Il Melfa (la Melfa, al femminile nella parlata popolare della Valle di Comino) è ricordato da Strabone (Geografia, vol. 5, cap. 3, p. 9) che lo definisce "grande fiume" vicino alla grande città di Aquino. L'origine del nome non è chiara. Alcuni lo hanno collegato a Mefite, divinità italica, il cui culto è spesso associato a luoghi con acque fluviali o lacustri, in qualche caso sulfuree. Questa ipotesi si è voluta ricollegarla al fatto che, nei pressi del Santuario di Canneto, in località Capodacqua, esattamente sotto la sorgente, nel 1958 furono rinvenuti i resti di un tempio dedicato a Mefite; tuttavia questo legame sembra insostenibile dal punto di vista della linguistica storica. Esistono peraltro altre attestazioni toponomastiche riconducibili alla stessa radice, come la località Melfi a Pontecorvo, sede di un antico luogo di culto dedicato a San Giovanni Battista, curiosamente in prossimità del Liri; e poi le città di Melfi e Molfetta (anticamente Melficta), o il Melpum, e forse anche Amalfi; in Lucania troviamo pure l'idronimo Melpes. Come origine è stato ipotizzato un tema non indoeuropeo *melp/melf e *malp/malf, con il passaggio da p a f che si riscontra anche nell'etrusco. Il significato probabile è quello di sinus, ossia concavità, voragine della terra.